# روبن وسمادیان
روبن وسمادیان (ارمنی: Ռուբեն Վեսմադյան؛ انگلیسی: Rouben "Redd" Vesmadian زادهٔ ۳۰ دسامبر ۱۹۸۲ در سیدنی) بازیکن بسکتبال  در پست گارد اهل ارمنستان-استرالیا است. 

## باشگاهی
از باشگاه هایی که وی در آن بازی کرده است می توان به باشگاه بسکتبال پتروشیمی بندر امام خمینی و باشگاه فوتبال آینتراخت فرانکفورت اشاره کرد.